# James Lanman
James Lanman, född 14 juni 1767 i Norwich, Connecticut, död 7 augusti 1841 i Norwich, Connecticut, var en amerikansk jurist och politiker. Han representerade delstaten Connecticut i USA:s senat 1819–1825.
Lanman utexaminerades 1788 från Yale College. Han studerade sedan juridik och inledde 1791 sin karriär som advokat i Norwich, Connecticut. Han var åklagare i New London County 1814–1819.
Demokrat-republikanen Lanman efterträdde 1819 David Daggett som senator för Connecticut. Lanman var senare anhängare av William H. Crawford. Han ställde upp för omval men fick inte fortsätta i sitt ämbete. Mandatet förblev vakant i två månader tills Calvin Willey tillträdde ämbetet i maj 1825.
Lanman var domare i Connecticuts högsta domstol 1826–1829 och borgmästare i Norwich 1831–1834. Lanman avled 1841 och gravsattes på Norwich City Cemetery i Norwich.